# سیارک ۴۸۷۶
سیارک ۴۸۷۶ (به انگلیسی: 4876 Strabo، نامگذاری:1133T-2) چهار هزار و هشتصد و هفتاد و ششمین سیارک کشف شده‌است که در ۲۹ سپتامبر ۱۹۷۳ کشف شد.
قدر مطلق سیارک برابر ۱۳٫۰۰ است.